# Vukovar-Srijem distrikt
Vukovar-Srijem (kroatisk: Vukovarsko-srijemska županija) er et distrikt i Kroatien, der ligger mellem floderne Donau og Sava. Det ligger helt mod øst i regionen Slavonien i det historiske område Srem (Srijem), og grænser til nabolandene Serbien i nørdøst og Bosnien-Hercegovina i syd. Mod nordvest grænser det til distriktet Osijek-Baranja og i vest til Brod-Posavina . Distriktshovedstaden er Vukovar, andre større byer er Vinkovci, Županja, Otok og Ilok.
Distriktet er næsten 2.450 km² stort, og består af lavt alluvialt sletteland, ved floderne Donau og Sava.
Historisk er området et meget vigtigt fundsted fra yngre stenalder, og var en korridor for folkevandringer mellem Sydøsteuropa og Centraleuropa i årtusinder. Mange historiske bygninger fra moderne tid blev ødelagt i Krigene i Jugoslavien i 1990'erne.

## Demografi
Vukovar-Srijem havde i 2001 en serbisk minoritet på 15,5%, resten er overvejende kroater, men også nogle ungarere.
Distriktet var åsted for hårde kampe under krigene på Balkan, som startede her i 1993 mellem Serbien og Kroatien. Dette førte til flygtningestrømme under og efter krigen.

## Byer og kommuner
Vukovar-Srijem distrikt er administrativt inddelt i 5 bykommuner og 25 landkommuner.

### Byer
| Bykommune                  | Indb.  |
| -------------------------- | ------ |
| B Ilok                     | 8.3515 |
| 14 Otok (inkl. Komletinci) | 7.755  |
| C Vinkovci                 | 32.455 |
| A Vukovar                  | 30.126 |
| D Županja                  | 13.775 |

### Kommuner
| Kommune             | Indb. |
| ------------------- | ----- |
| 12 - Andrijaševci   | 4.249 |
| 9 - Babina Greda    | 4.262 |
| 25 - Bogdanovci     | 2.366 |
| 2 - Borovo          | 5.360 |
| 15 - Bošnjaci       | 4.653 |
| 10 - Cerna          | 4.990 |
| 16 - Drenovci       | 7.424 |
| 11 - Gradište       | 3.382 |
| 17 - Gunja          | 5.003 |
| 6 - Ivankovo        | 8.676 |
| 5 - Jarmina         | 2.627 |
| 21 - Lovas*         | 1.167 |
| 4 - Markušica       | 3.053 |
| 24 - Negoslavci     | 1.466 |
| 19 - Nijemci        | 5.998 |
| 26 - Nuštar         | 3.606 |
| 12 - Privlaka       | 3.776 |
| 23 - Stari Jankovci | 5.216 |
| 8 - Stari Mikanovci | 3.387 |
| 22 - Tompojevci     | 1.999 |
| 3 - Tordinci        | 2.251 |
| 20 - Tovarnik       | 3.335 |
| 1 - Trpinja         | 6.466 |
| 7 - Vođinci         | 2.113 |
| 18 - Vrbanja        | 5.174 |